# Alabastrón

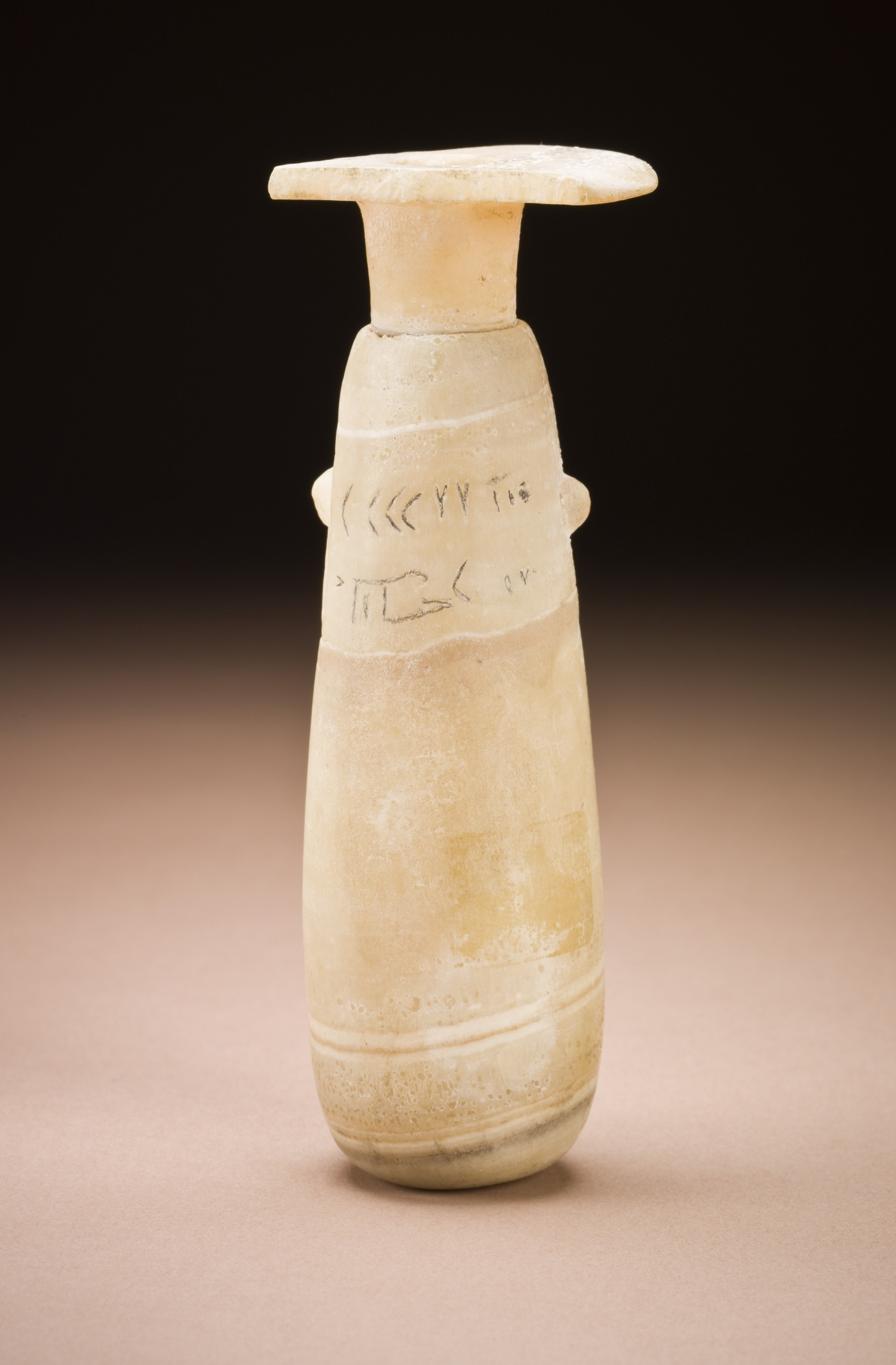
Recipiente egipcio de alabastro, datado entre 664-525 a. C.

Alabastrón o alabastron del (griego antiguo αλάβαστρον; plural: alabastra o alabastrones) es un recipiente de pequeño tamaño usado en la antigüedad para contener ungüentos o perfumes. Aparece denominado en castellano como alabastrón o alabastron, con o sin tilde.

## Características
La mayoría de los alabastrones presentan un cuerpo elipsoidal, ligeramente alargado y con la base redondeada, un cuello estrecho (para escanciar su contenido gota a gota) y una amplia y abierta boca para permitir la aplicación del aceite sobre la piel. A menudo carecen de asas, pero algunos tipos tienen unas protuberancias en forma de oreja en las que se practicaban unos agujeros. A través de estos se introducían cordeles para facilitar su transporte. En cierto modo repite la morfología de algunas ánforas, y otros ungüentarios, como el lécito, el aribalo o el bombilio, casi siempre hecho de cerámica decorada, aunque también se conservan ejemplares de pasta de vidrio o como los primitivos de alabastro, hallados en las costas del Mar Mediterráneo. 
Todavía se usan en las iglesias ortodoxas, modelos de vidrio o metal, para guardar el myron (aceite litúrgico para las de unciones).

## En Egipto
Su origen se remonta alrededor del 1000 a. C., en el Antiguo Egipto, como recipientes de vidrio opaco o alabastro —de ahí su nombre—, también se fabricaron en Asiria en 600 a. C., y el siglo II a. C. en Siria y Canaán. Se difundió a través de la Antigua Grecia a otras partes del mundo clásico. Aunque es habitual que carezcan de asas, en muchos casos disponen de una oreja agujereada que permitía la introducción de un cordel para facilitar su manipulación. 
El diseño de los más antiguos alabastrones egipcios es ligeramente abalaustrado, con un capitel que recuerda la copa de una palmera y un pedestal pequeño como soporte, y está rodeado con bandas onduladas de hilo de vidrio. Se conservan modelos posteriores, fabricados en vidrio azul marino o “vidrio de leche”, y tienen en común la abertura en forma de embudo o el cuello ancho con borde de disco. Suele estar decorado con vieiras, guirnaldas, motivos abstractos o anillos en zigzag.

## En Grecia
Los primeros alabastrones helénicos se datan en la Antigua Corinto, para difundirse luego por el resto de Grecia alrededor del siglo VII a. C., por lo que se catalogan tres tipos: el original corintio de forma bulbosa, de 8 a 10 cm.; una versión más estilizada común en la cerámica de la Grecia oriental, Etruria y la península itálica; y el tipo ático, de unos 10 a 20 cm, con una base redondeada y asas en forma de orejas. En muchos de ellos, la decoración, finamente ejecutada, representaba a menudo escenas típicas de la época. Tras un siglo de expansión por el mundo griego, comenzaron a fabricarse alabastrones de plata de 12 a 16 cm., con una decoración que dividía el cuerpo en cuatro zonas horizontales mediante franjas. Artículos delicados, para preservarlos de golpes se guardaban en unas cajas llamadas ‘alabastrotecas’ (ἀλαβαστροθήκη o ἀλαβαστοθήκη).

## Tipología

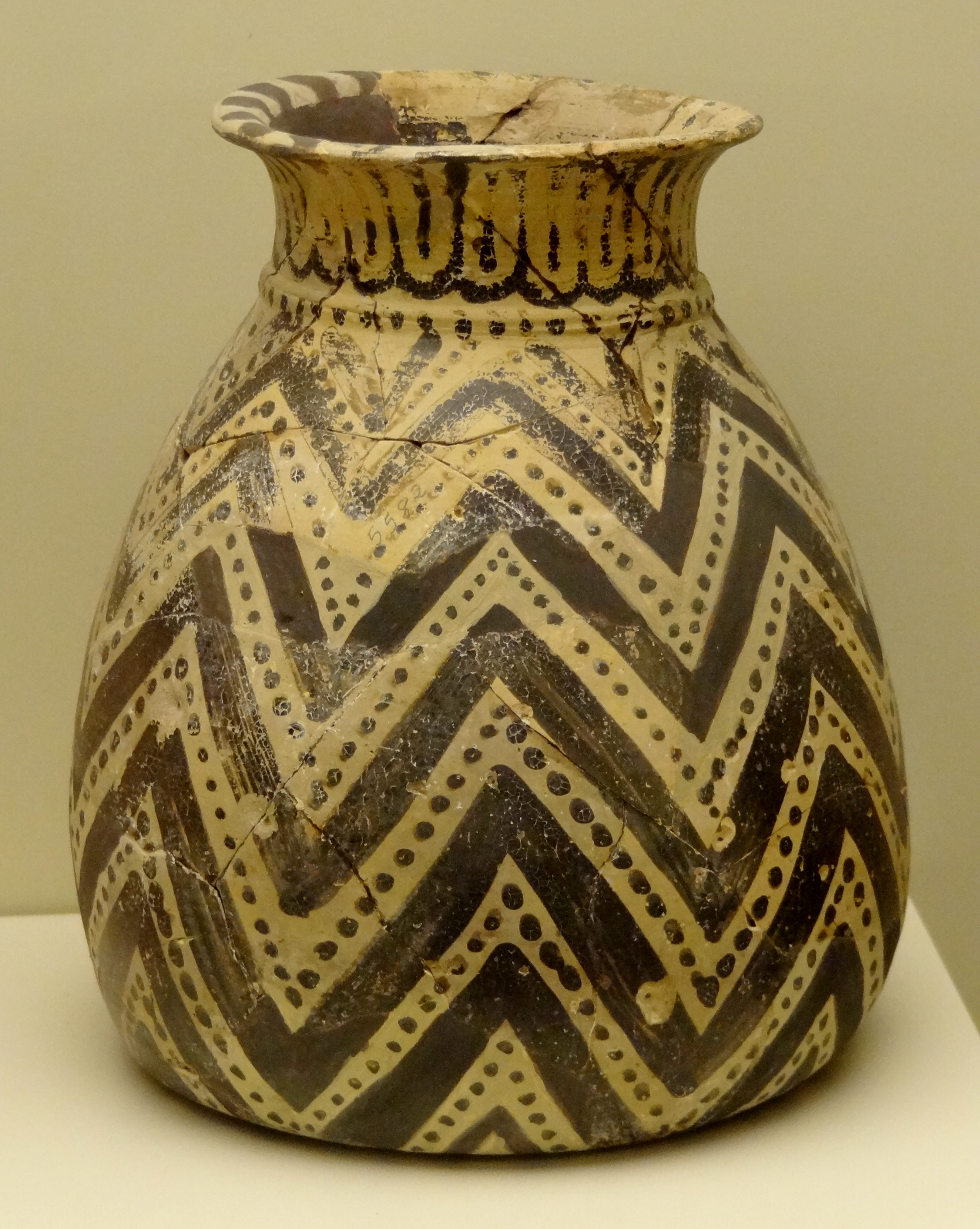
Tipo minoico (Mojlos, Creta)
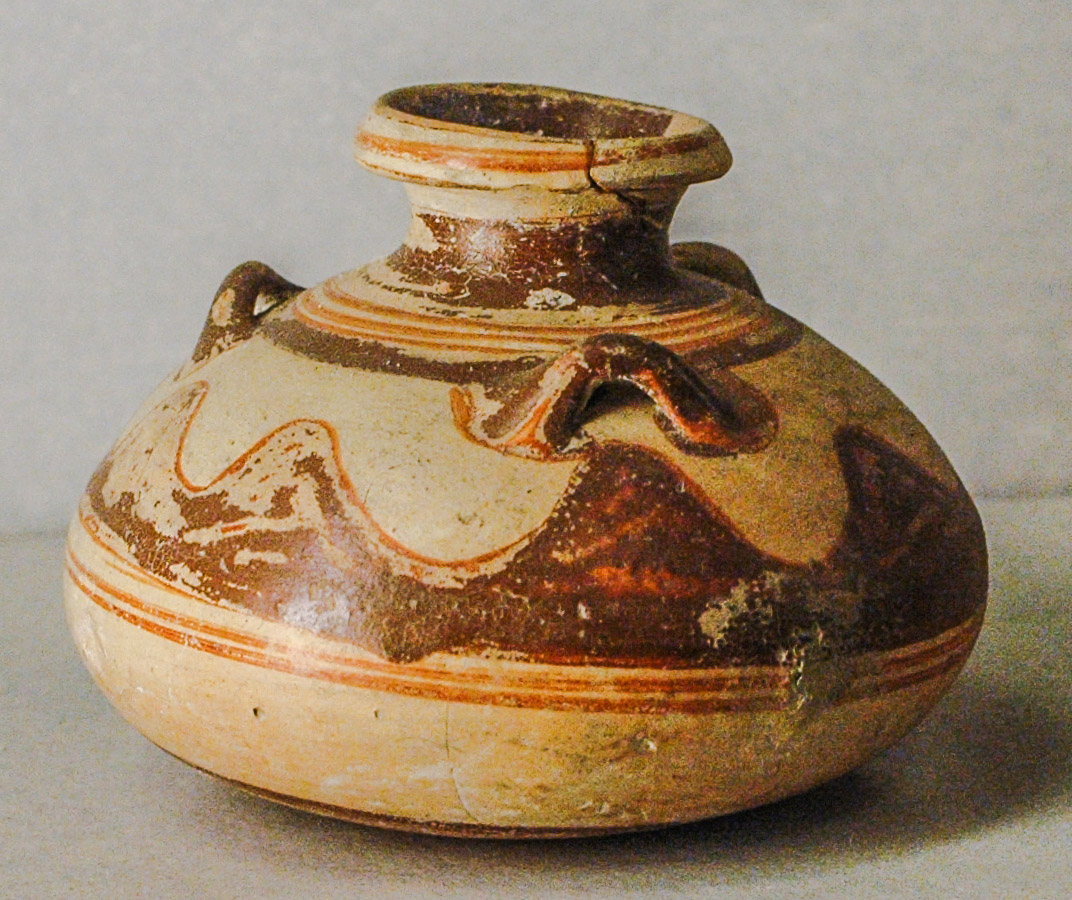
Tipo micénico (Rodas)
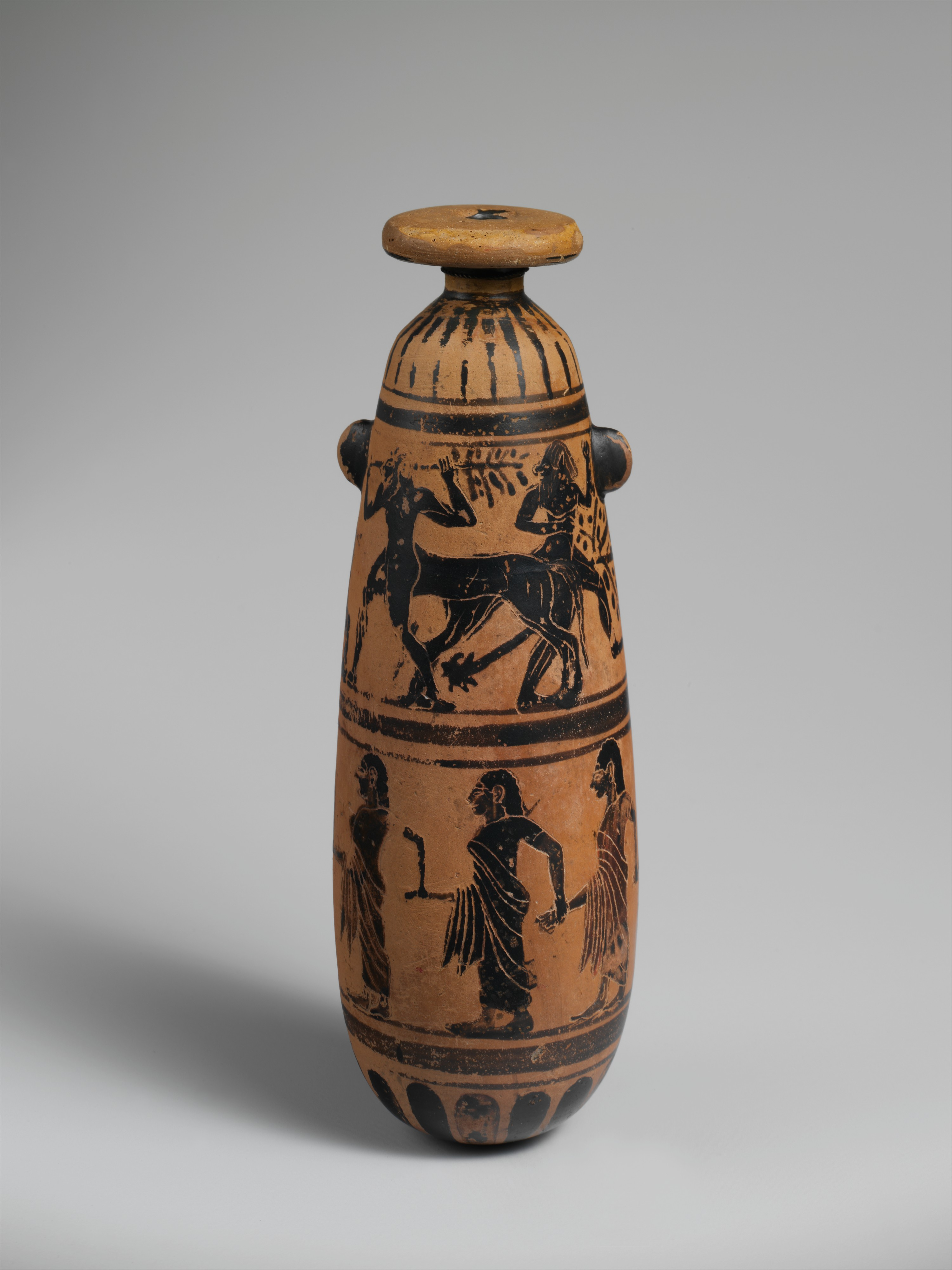
Tipo etrusco
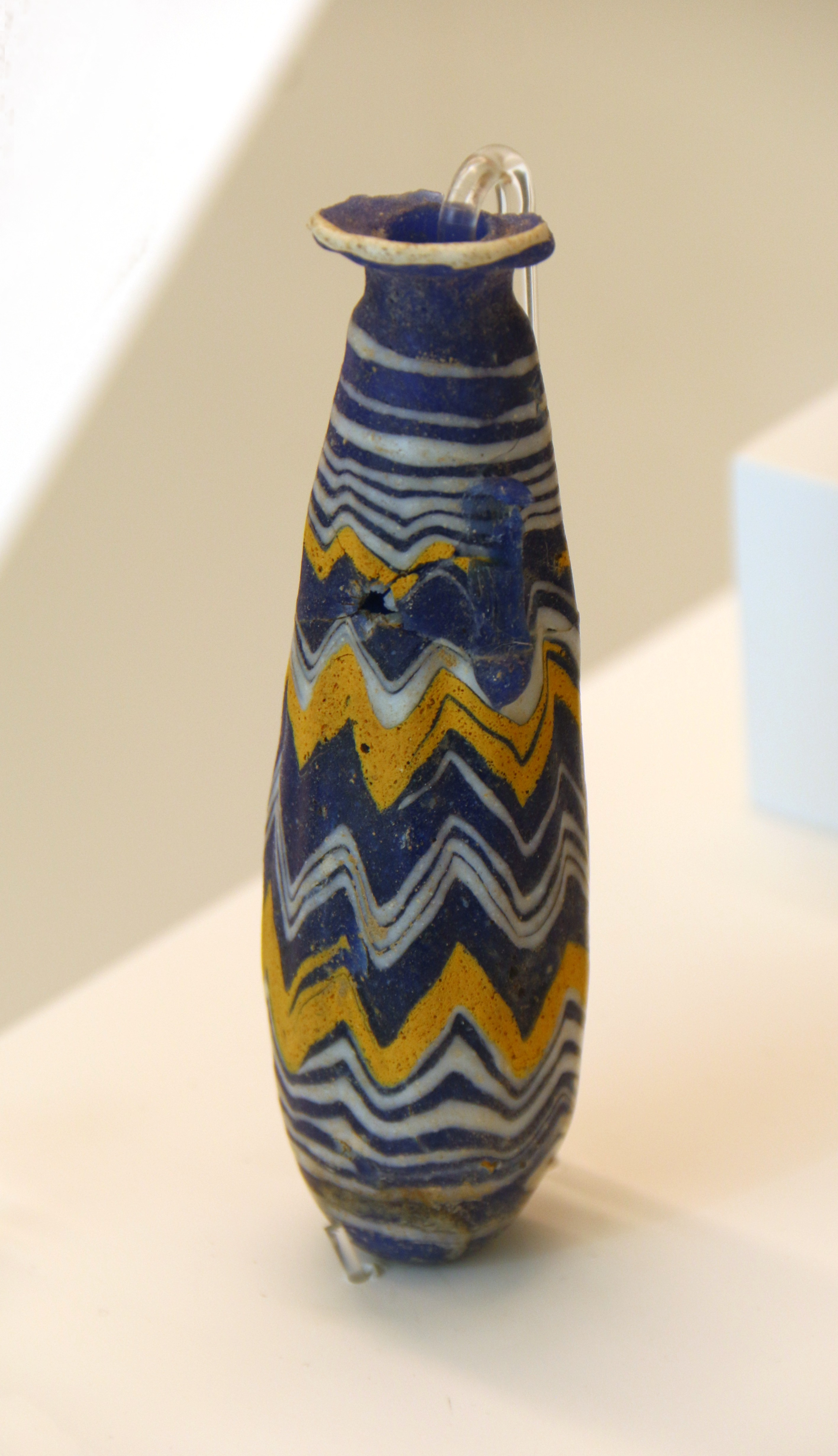
Tipo fenicio
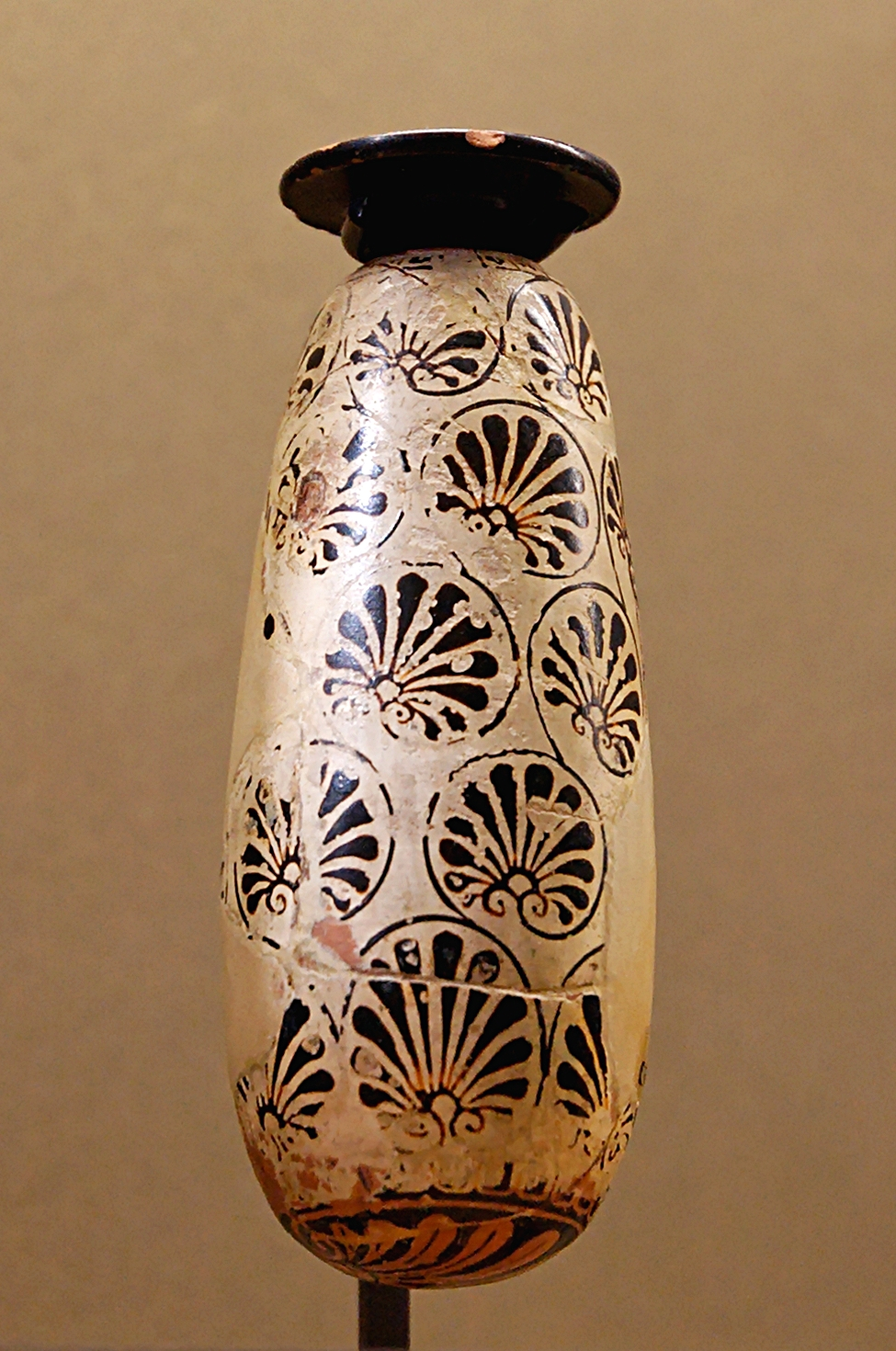
Tipo griego decorado con figuras negras, hacia 540 a. C.